# Geodorum
Geodorum Jacks., 1811 è un genere di piante della famiglia delle Orchidacee.

## Tassonomia
Il genere Geodorum appartiene alla sottofamiglia Epidendroideae (tribù Cymbidieae, sottotribù Eulophiinae).
Comprende 8 specie:
- Geodorum attenuatum Griff., 1845
- Geodorum densiflorum (Lam.) Schltr., 1919
- Geodorum duperreanum Pierre, 1882
- Geodorum eulophioides Schltr., 1921
- Geodorum pallidum D.Don, 1825
- Geodorum recurvum (Roxb.) Alston, 1931
- Geodorum siamense Rolfe ex Downie, 1925
- Geodorum terrestre (L.) Garay